# Hystrichopsylla satunini
Hystrichopsylla satunini är en loppart som beskrevs av Wagner 1916. Hystrichopsylla satunini ingår i släktet Hystrichopsylla och familjen mullvadsloppor. Inga underarter finns listade i Catalogue of Life.